# Willard L. Beaulac
Willard Leon Beaulac (* 27. Juli 1899 in Pawtucket, Rhode Island; † 25. August 1990 in Washington, D.C.) war ein US-amerikanischer Diplomat, der unter anderem zwischen 1944 und 1947 Botschafter der Vereinigten Staaten in Paraguay, von 1951 bis 1953 Botschafter in Kuba sowie von 1956 bis 1960 Botschafter in Argentinien war. Als Fachmann für Lateinamerika war er zudem als Hochschullehrer tätig und verfasste zahlreiche Fachbücher.

## Leben
Willard Leon Beaulac begann nach dem Schulbesuch ein Studium an der Brown University und leistete nach dem Kriegseintritt der Vereinigten Staaten in den Ersten Weltkrieg am 6. April 1917 von 1918 bis 1919 Militärdienst in der US Navy. Danach begann er ein Studium an der neu gegründeten Foreign Service School der Georgetown University und schloss dieses 1921 mit einem Bachelor of Science (B.S. Foreign Science) ab. Anschließend trat er in den diplomatischen Dienst und fungierte zwischen 1921 und 1923 zunächst als Vizekonsul in Tampico in Mexiko sowie von 1923 bis 1925 als Vizekonsul in Puerto Castilla in Honduras, ehe er zwischen 1925 und 1927 Konsul in Arica in Chile war. Im Anschluss war er von 1927 bis 1928 Dritter Sekretär an der Gesandtschaft in Haiti sowie daraufhin zwischen 1928 und 1933 Zweiter Sekretär an der Gesandtschaft in Nicaragua, ehe er 1933 noch kurzzeitig Zweiter Sekretär an der Gesandtschaft in El Salvador fungierte. Nach seiner Rückkehr war er im US-Außenministerium (US State Department) von 1934 bis 1937 stellvertretender Leiter der Abteilung für Lateinamerika (Assistant Chief, Division of Latin American Affairs) sowie im Anschluss zwischen 1937 und 1940 stellvertretender Leiter der Abteilung für Amerikanische Republiken (Assistant Chief, Division of American Repubics). Danach war er von 1940 bis 1941 Botschaftsrat an der Botschaft in Kuba und zwischen 1941 und 1944 Generalkonsul in Madrid.
Am 21. März 1944 wurde Beaulac zum Botschafter der Vereinigten Staaten in Paraguay ernannt und übergab dort am 13. September 1944 als Nachfolger von Wesley Frost sein Akkreditierungsschreiben. Er verblieb auf diesem Posten bis zum 28. Mai 1947, woraufhin Fletcher Warren seine Nachfolge antrat. Er selbst war zuvor am 10. April 1947 zum Botschafter in Kolumbien ernannt worden, wo er am 30. September 1947 als Nachfolger von John Cooper Wiley sein Beglaubigungsschreiben übergab. Er bekleidete dieses Amt bis zum 29. Juni 1951 und wurde anschließend von Capus M. Waynick abgelöst. Am 20. Juni 1951 wurde er zum Botschafter in Kuba berufen und überreichte dort am 20. September 1951 seine Akkreditierung als Nachfolger von Robert Butler. Er hatte diese Funktion bis zum 9. August 1953 inne und wurde im Anschluss von Arthur Gardner abgelöst.
Seine am 17. Juli 1953 erfolgte Ernennung zum Botschafter der Vereinigten Staaten in Argentinien wurde vor einer Befassung im US-Senat zurückgezogen. Stattdessen wurde er am 22. August 1953 zum Botschafter in Chile ernannt und übergab dort als Nachfolger von Claude Bowers am 5. November 1953 sein Beglaubigungsschreiben. Da seine Berufung während einer Sitzungspause des Senats erfolgte, wurde diese am 26. Januar 1954 nach der Bestätigung durch den Senat erneuert. Er verblieb auf diesem Posten bis zum 28. Mai 1956, woraufhin Cecil B. Lyon seine Nachfolge antrat. Zuletzt wurde er am 10. Mai 1956 erneut zum Botschafter der Vereinigten Staaten in Argentinien ernannt und überreichte nunmehr am 1. Juni 1956 als Nachfolger von Albert F. Nufer seine Akkreditierung. Er hatte dieses Amt bis zum 2. August 1960 inne und wurde danach von Roy R. Rubottom abgelöst.
Nach seinem Ausscheiden aus dem diplomatischen Dienst übernahm Willard L. Beaulac Professuren für Politikwissenschaften an der Southern Illinois University sowie an der Ball State University. Neben seinen Vorlesungen über lateinamerikanische Themen verfasste er auch zahlreiche autobiografisch geoprägte Fachbücher. Aus seiner Ehe mit der am 25. September 2000 verstorbenen Catherine H. Beaulac gingen die drei Töchter Noel Peters, Joan Zachor und Anna Beaulac-Bonneau sowie der Sohn Lee Beaulac hervor.

## Veröffentlichungen
- Career Ambassador, 1951
- Career Diplomat: A Career in the Foreign Service of the United States, 1966
- A Diplomat Looks at Aid to Latin America, 1970
- The Fractured Continent. Latin America in close-up, 1980
- Franco: Silent Ally in World War II, 1988